# Dysrhoe rhiogyra
Dysrhoe rhiogyra là một loài bướm đêm trong họ Geometridae.